# 27 de janeiro
27 de janeiro é o 27.º dia do ano no calendário gregoriano. Faltam 338 dias para acabar o ano (339 em anos bissextos).

## Eventos históricos

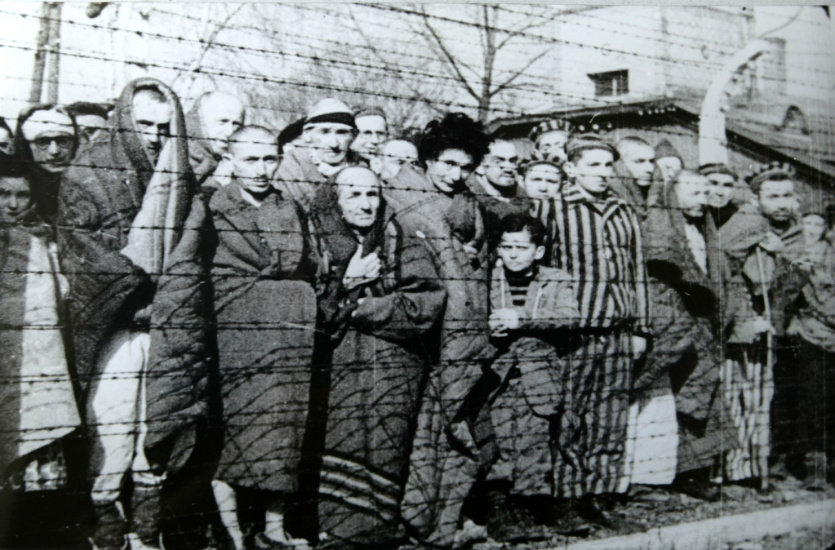
1945: Libertação do campo de concentração de Auschwitz.

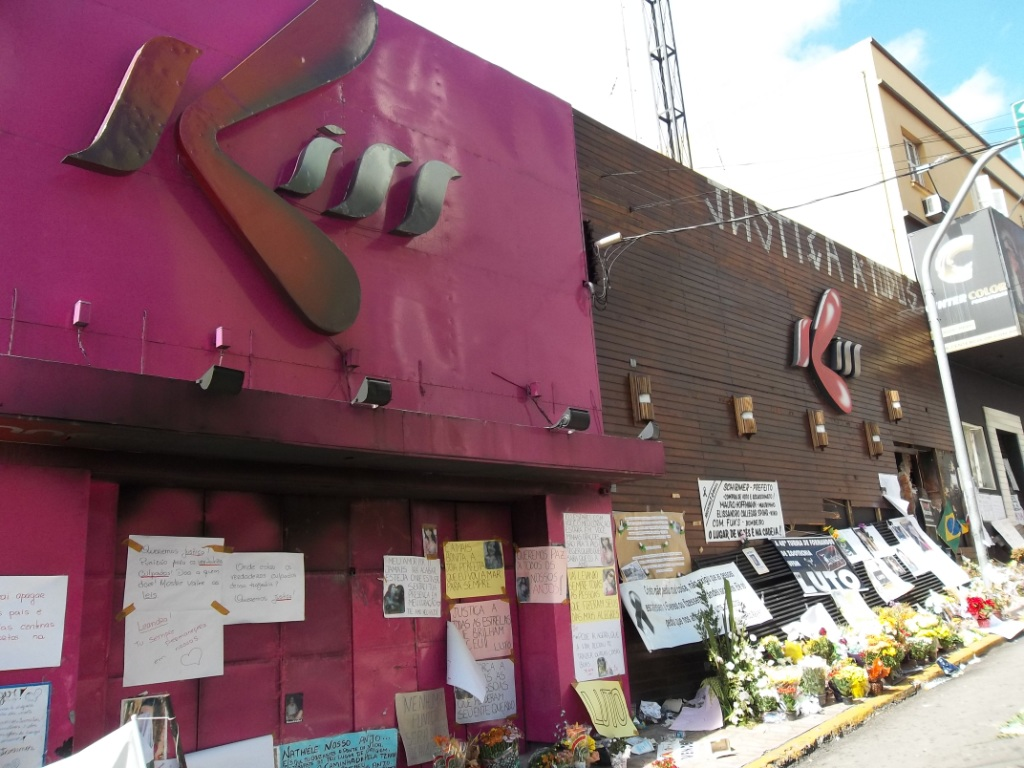
2013: Incêndio na boate Kiss.

- 0098 — Trajano sucede seu pai adotivo Nerva como Imperador romano; sob o seu governo, o Império Romano alcançaria sua máxima extensão.
- 0945 — Coimperadores Estêvão e Constantino são depostos. Constantino VII torna-se o único imperador do Império Romano Oriental (Bizantino).
- 1186 — Henrique VI, filho e herdeiro do Sacro Imperador Romano Frederico I, casa-se com Constança da Sicília.
- 1302 — Dante Alighieri é condenado à revelia e exilado de Florença.[1]
- 1343 — Papa Clemente VI emite a bula papal Unigenitus para justificar o poder do papa e o uso de indulgências. Quase 200 anos depois, Martinho Lutero protestaria contra isso.
- 1606 — Conspiração da Pólvora: começa o julgamento de Guy Fawkes e de outros conspiradores, terminando com sua execução em 31 de janeiro.
- 1695 — Mustafa II torna-se sultão otomano e califa do Islã em Istambul com a morte de Amade II. Mustafa governa até sua abdicação em 1703.
- 1820 — Uma expedição russa liderada por Fabian Gottlieb Thaddeus von Bellingshausen e Mihail Petrovich Lazarev descobre o continente antártico, aproximando-se da costa antártica.
- 1825 — Congresso dos Estados Unidos aprova o Território indígena (no que é hoje o estado de Oklahoma), abrindo caminho para a realocação forçada dos índios orientais na "Trilha das Lágrimas".
- 1868 — Guerra Boshin: começa a Batalha de Toba-Fushimi entre as forças do xogunato Tokugawa e as facções pró-imperiais, que terminará com a derrota do xogunato e é um ponto crucial na Restauração Meiji.
- 1869 — Guerra Boshin: os rebeldes Tokugawa fundam a República de Ezo em Hokkaido.
- 1880 — Thomas Edison recebe a patente de sua lâmpada incandescente.[2]
- 1888 — Fundação da National Geographic Society nos Estados Unidos, com o propósito de incrementar e difundir os conhecimentos geográficos.
- 1916 — Primeira Guerra Mundial: o governo britânico aprova a Lei do Serviço Militar que introduz o serviço militar obrigatório no Reino Unido.[3]
- 1918 — Início da Guerra Civil Finlandesa.
- 1919 — É nomeado em Portugal o 19.º governo republicano, chefiado pelo presidente do Ministério José Relvas.
- 1924 — Três dias após sua morte, o corpo de Lenin é levado para um mausoléu especialmente construído.
- 1927 — Ibne Saúde assume o título de Rei de Nejd.
- 1939 — Primeiro voo do Lockheed P-38 Lightning.
- 1943 — Segunda Guerra Mundial: a Oitava Força Aérea dos Estados Unidos reúne noventa e um B-17 e B-24 para atacar os estaleiros de construção de submarinos alemães em Wilhelmshaven. Este foi o primeiro ataque de bombardeios americanos à Alemanha.
- 1944 — Segunda Guerra Mundial: término do cerco militar a Leningrado, que durou cerca de 900 dias.
- 1945 — Segunda Guerra Mundial: o Exército Vermelho liberta os prisioneiros dos campos de concentração de Auschwitz.
- 1951 — Começam os testes nucleares na Área de Testes de Nevada com a Operação Ranger.
- 1965 — O primeiro-ministro sul-vietnamita Trần Văn Hương é destituído pela junta militar de Nguyễn Khánh.[4]
- 1967
  - Astronautas Gus Grissom, Edward White e Roger Chaffee morrem em um incêndio durante um teste de sua nave espacial Apollo 1 no Centro Espacial John F. Kennedy, na Flórida.
  - Estados Unidos, Reino Unido e União Soviética assinam o Tratado do Espaço Exterior proibindo a implantação de armas nucleares no espaço e limitando o uso da Lua e outros corpos celestes para fins pacíficos.
- 1973 — Acordos de Paz de Paris terminam oficialmente a Guerra do Vietnã.
- 1980 — Através da cooperação entre os governos dos EUA e do Canadá, seis diplomatas americanos escapam secretamente das hostilidades no Irã no culminar da Canadian Caper.
- 1983 — Perfurado o eixo piloto do túnel Seikan, o túnel subaquático mais longo do mundo (53,85 km) entre as ilhas japonesas de Honshu e Hokkaido.
- 1996
  - Em um golpe militar, o coronel Ibrahim Baré Maïnassara depõe o primeiro presidente democraticamente eleito do Níger, Mahamane Ousmane.
  - Alemanha celebra pela primeira vez o Dia Internacional da Lembrança do Holocausto.
- 2003 — Anunciadas as primeiras seleções para o Registro Nacional de Gravações pela Biblioteca do Congresso.
- 2010
  - Termina a Crise em Honduras em 2009–2010 quando Porfirio Lobo Sosa se torna o novo Presidente de Honduras.
  - Apple anuncia o iPad.
- 2011
  - Primavera Árabe: a Revolução Iemenita começa quando mais de 16 mil manifestantes protestam em Saná.
- 2013 — Duzentas e quarenta e duas pessoas morrem no incêndio de uma boate (Boate Kiss) na cidade brasileira de Santa Maria, no Rio Grande do Sul.
- 2017
  - Presidente Donald Trump emite uma Ordem Executiva que impede a entrada de pessoas de sete países de maioria muçulmana nos Estados Unidos.
  - Ocorre nos Estados Unidos uma cerimônia de nomeação para o elemento químico tenesso.

## Nascimentos

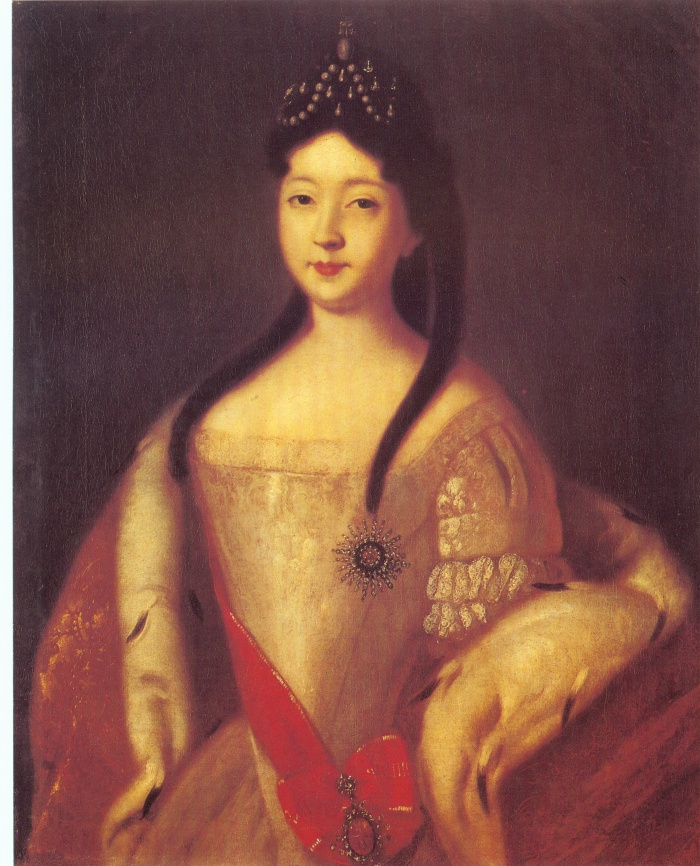
Ana Petrovna da Rússia

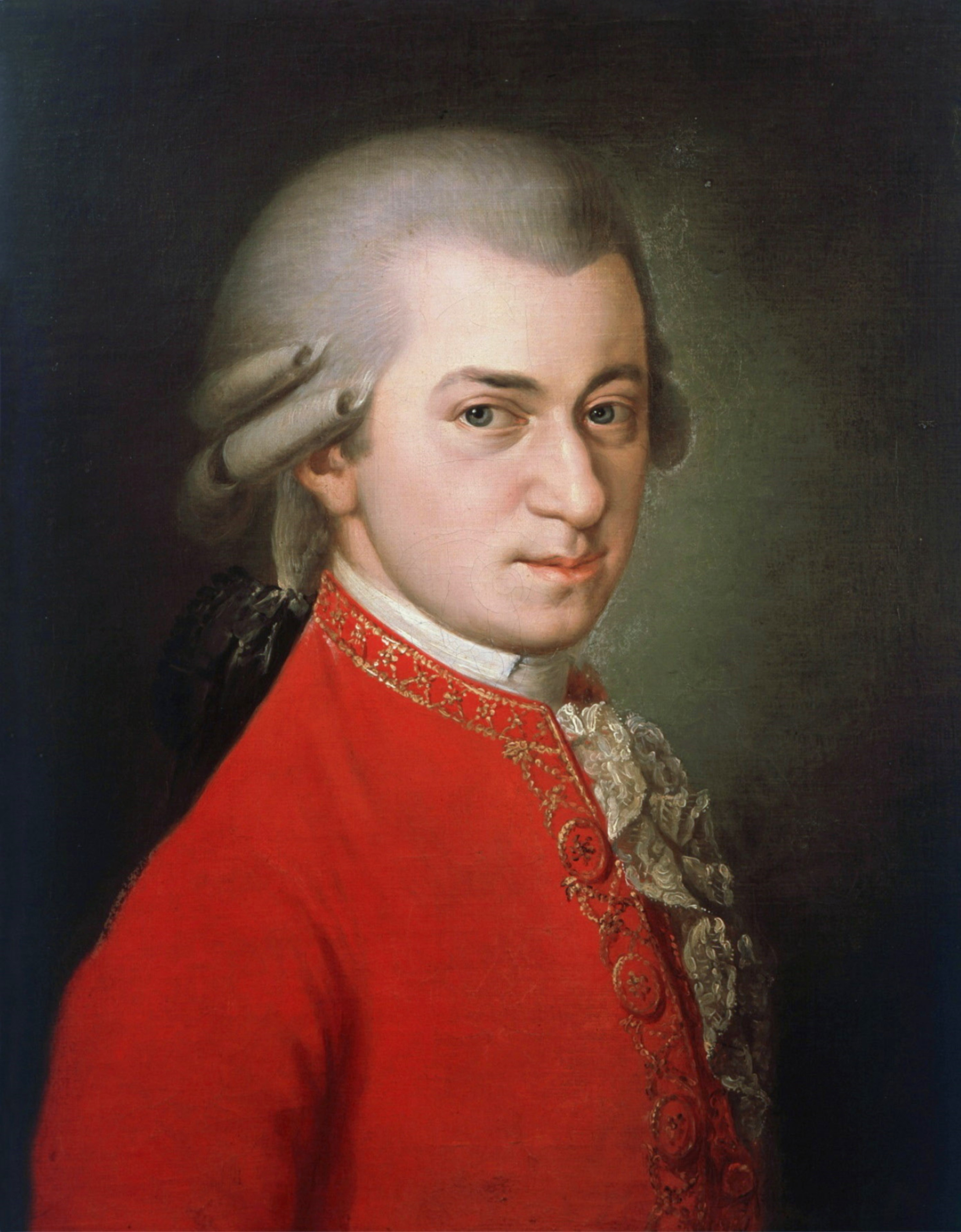
Wolfgang Amadeus Mozart

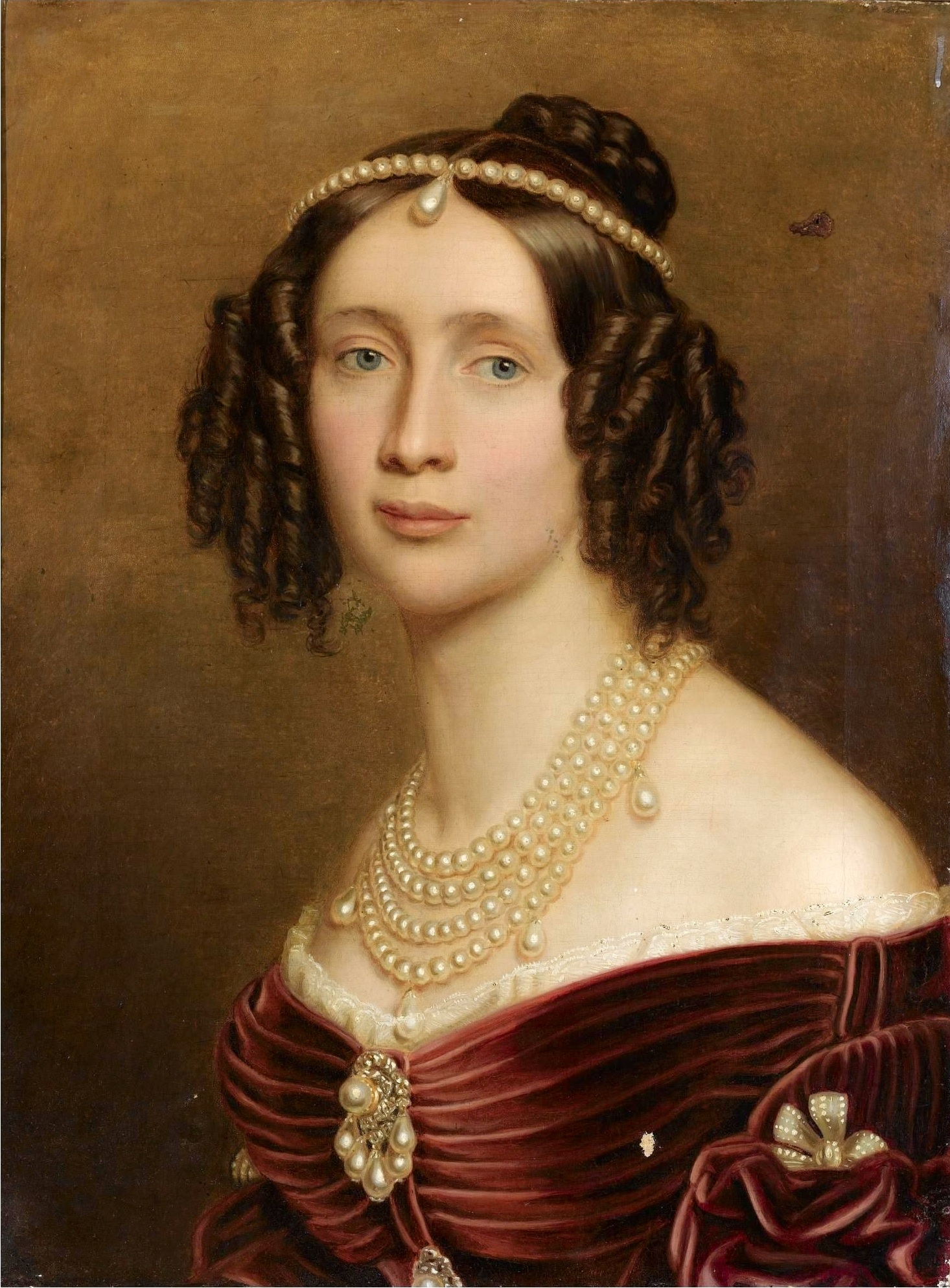
Maria Ana da Baviera

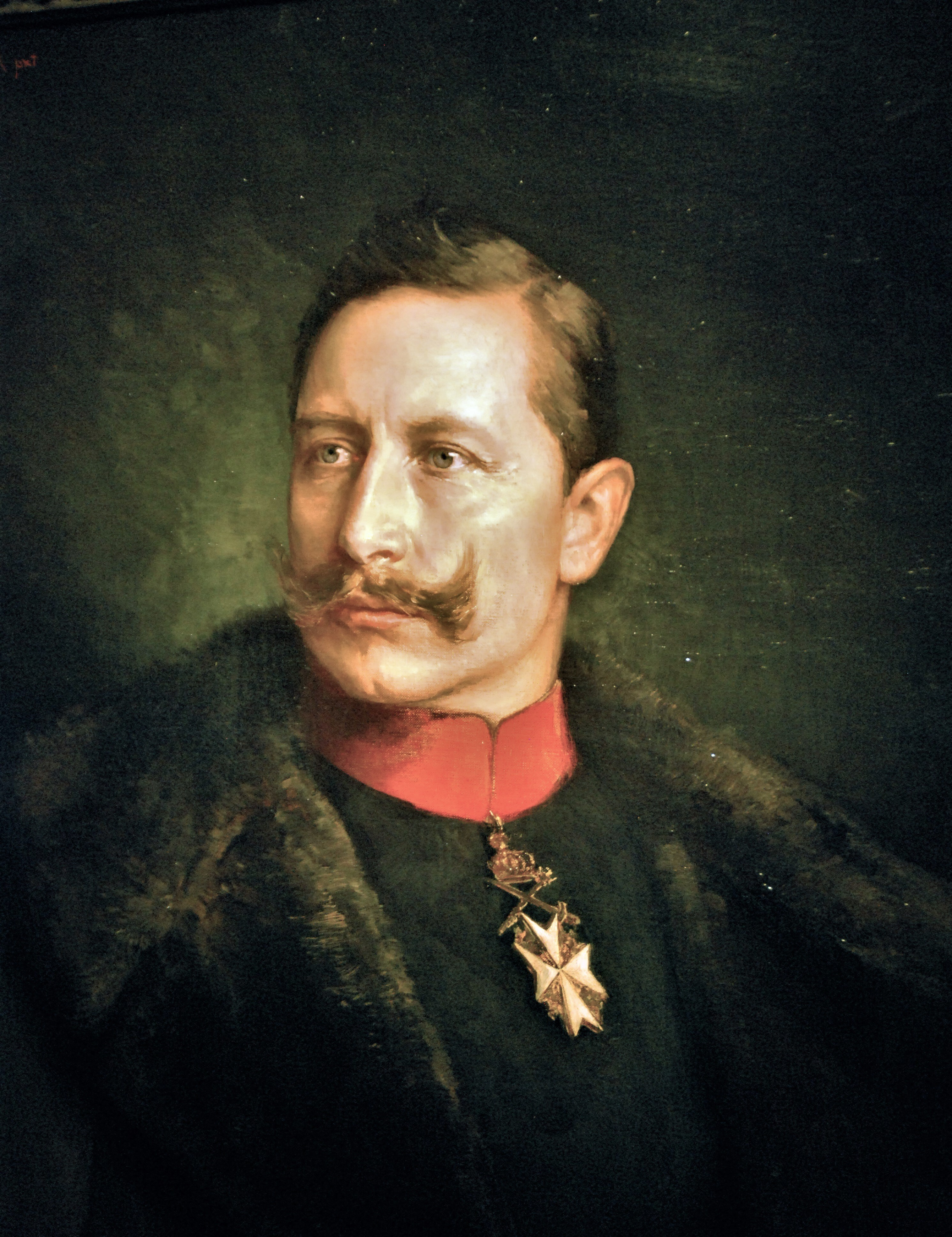
Guilherme II da Alemanha

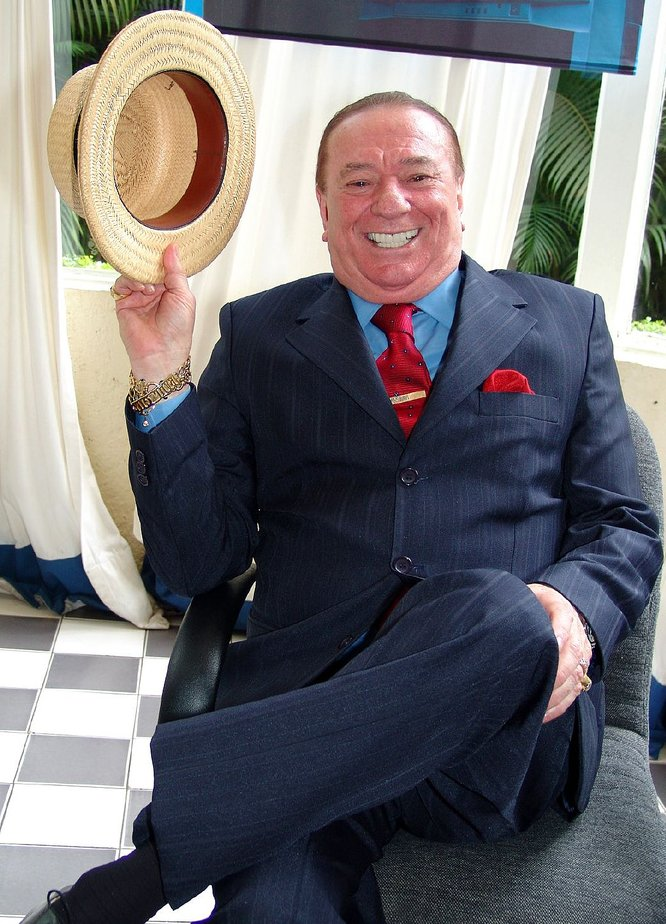
Raul Gil

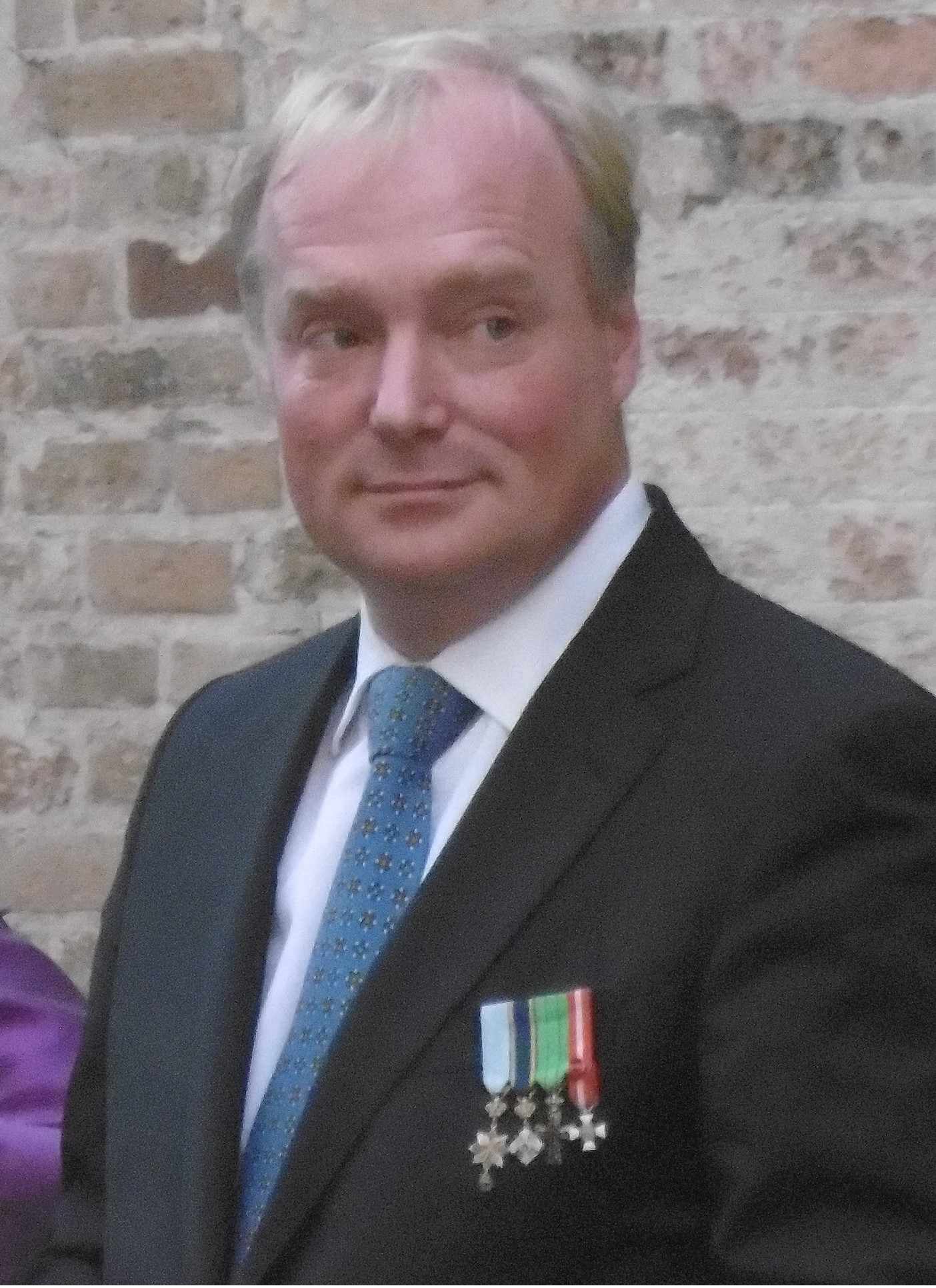
Carlos Xavier de Bourbon-Parma

### Anteriores ao século XIX
- 1242 — Margarida da Hungria, santa e princesa húngara (m. 1271).
- 1443 — Alberto III, Duque da Saxônia (m. 1500).
- 1546 — Joaquim III Frederico, Eleitor de Brandemburgo (m. 1608).
- 1571 — Abas I da Pérsia (m. 1629).
- 1585 — Hendrick Avercamp, pintor neerlandês (m. 1634).
- 1621 — Thomas Willis, médico e anatomista inglês (m. 1675).
- 1687 — Balthasar Neumann, engenheiro e arquiteto alemão (m. 1753).
- 1701 — João Nicolau de Hontheim, historiador e teólogo alemão (m. 1790).
- 1708 — Ana Petrovna da Rússia, grã-duquesa da Rússia (m. 1728).
- 1756 — Wolfgang Amadeus Mozart, pianista e compositor austríaco (m. 1791).
- 1757 — Gomes Freire de Andrade, militar português (m. 1817).
- 1775 — Friedrich Schelling, filósofo e acadêmico suíço-alemão (m. 1854).
- 1790 — Juan Álvarez, general e político mexicano (m. 1867).
- 1795 — Eli Whitney Blake, engenheiro americano (m. 1886).

### Século XIX
- 1805
  - Maria Ana da Baviera (m. 1877).
  - Sofia da Baviera (m. 1872).
  - Samuel Palmer, pintor e gravurista britânico (m. 1881).
- 1806 — Juan Crisóstomo Arriaga, compositor e educador espanhol (m. 1826).
- 1807 — Émile Prisse d'Avennes, orientalista e artista francês (m. 1879).
- 1808
  - David Friedrich Strauss, teólogo e escritor alemão (m. 1874).
  - João Caetano, teatrista brasileiro (m. 1863).
- 1814 — Eugène Viollet-le-Duc, arquiteto francês (m. 1879).
- 1823 — Édouard Lalo, violinista e compositor francês (m. 1892).
- 1832 — Lewis Carroll, romancista, poeta e matemático britânico (m. 1898).
- 1836 — Leopold von Sacher-Masoch, escritor e jornalista austríaco (m. 1895).
- 1839 — Marie Adolphe Carnot, químico francês (m. 1920).
- 1847 — Tōgō Heihachirō, almirante japonês (m. 1934).
- 1850
  - John Collier, pintor e escritor britânico (m. 1934).
  - Samuel Gompers, líder trabalhista anglo-americano (m. 1924).
  - Edward Smith, capitão britânico (m. 1912).
- 1859 — Guilherme II da Alemanha (m. 1941).
- 1885 — Jerome Kern, compositor americano (m. 1945).
- 1883 — Gottfried Feder, teórico e engenheiro alemão (m. 1941).
- 1889 — Balthasar van der Pol, físico e acadêmico neerlandês (m. 1959).
- 1891 — Ilya Ehrenburg, jornalista e escritor russo (m. 1967).
- 1893
  - Soong Ching-ling, política chinesa (m. 1981).
  - Willy Böckl, patinador artístico austríaco (m. 1975).
- 1900
  - Hyman Rickover, almirante americano (m. 1986).
  - Clemente Geiger, bispo católico brasileiro (m. 1995).

### Século XX e XXI

#### 1901–1950
- 1901 — Willy Fritsch, ator alemão (m. 1973).
- 1903 — John Eccles, neurofisiologista e acadêmico australiano-suíço (m. 1997).
- 1906 — Radamés Gnattali, músico e compositor brasileiro (m. 1988).
- 1912 — Arne Næss, filósofo e ambientalista norueguês (m. 2009).
- 1918 — Elmore James, cantor, compositor e guitarrista americano (m. 1963).
- 1920
  - Helmut Zacharias, violinista e compositor alemão (m. 2002).
  - Hiroyoshi Nishizawa, tenente e aviador japonês (m. 1944).
- 1921 — Donna Reed, atriz estadunidense (m. 1986).
- 1923 — Waldir Azevedo, músico brasileiro (m. 1980).
- 1924 — Rauf Denktaş, advogado e político cipriota (m. 2012).
- 1926 — Ingrid Thulin, atriz sueca (m. 2004).
- 1927 — Vicente Joaquim Zico, bispo católico brasileiro (m. 2015).
- 1928 — Hans Modrow, advogado e político polaco-alemão (m. 2023).
- 1929 — Mohamed Al-Fayed, empresário egípcio-suíço (m. 2023).
- 1930 — Bobby "Blue" Bland, cantor e compositor de blues americano (m. 2013).
- 1932 — Boris Shakhlin, ginasta russo-ucraniano (m. 2008).
- 1933
  - Jerry Buss, químico e empresário americano (m. 2013).
  - Ary Fontoura, ator brasileiro.
- 1934
  - Édith Cresson, política e diplomata francesa.
  - George Follmer, automobilista americano.
- 1936
  - Samuel Chao Chung Ting, físico e acadêmico estadunidense.
  - Troy Donahue, ator americano (m. 2001).
- 1938 — Raul Gil, apresentador de televisão e cantor brasileiro.
- 1940
  - James Cromwell, ator americano.
  - Walcyr Monteiro, escritor brasileiro (m. 2019).
- 1941 — Beatrice Tinsley, astrônoma e cosmologista neozelandesa (m. 1981).
- 1942
  - John Witherspoon, ator e comediante americano (m. 2019).
  - Tasuku Honjo, imunologista japonês.
- 1944
  - Mairead Corrigan, ativista britânica.
  - Nick Mason, baterista, compositor e produtor britânico.
- 1946 — Eva Romanová, ex-patinadora artística tcheca.
- 1948
  - Mikhail Baryshnikov, dançarino, coreógrafo e ator russo-americano.
  - Valeri Brainin, musicólogo, poeta, educador e compositor russo-alemão.
- 1949 — Djavan, cantor e compositor brasileiro.

#### 1951–2000
- 1952 — Brian Gottfried, tenista americano.
- 1953 — Mazarópi, ex-futebolista brasileiro.
- 1954
  - Ed Schultz, apresentador de talk show e locutor esportivo americano (m. 2018).
  - Peter Laird, escritor e ilustrador americano.
- 1955 — John Roberts, advogado e juiz americano.
- 1956 — Mimi Rogers, atriz norte-americana.
- 1957
  - Frank Miller, ilustrador, diretor, produtor e roteirista norte-americano.
  - Janick Gers, guitarrista e compositor britânico.
  - Joanna, cantora e compositora brasileira.
- 1959
  - Göran Hägglund, advogado e político sueco.
  - Marcos Sabino, cantor e compositor brasileiro.
- 1962
  - Neno, ex-futebolista cabo-verdiano (m. 2021).
  - Paulo Roberto, ex-futebolista brasileiro.
- 1963
  - George Monbiot, escritor e ativista britânico.
  - Luís Ricardo, ator, dublador e apresentador brasileiro.
  - Sérgio Cabral Filho, político e jornalista brasileiro.
- 1964 — Bridget Fonda, atriz estadunidense.
- 1965
  - Ignacio Noé, escritor e ilustrador argentino.
  - Robbie Earle, ex-futebolista jamaicano.
  - Alan Cumming, ator britânico.
- 1966 — Tamlyn Tomita, atriz e cantora nipo-americana.
- 1968
  - Tracy Lawrence, cantor americano.
  - Mike Patton, cantor, compositor e dublador estadunidense.
  - Matt Stover, jogador de futebol americano.
- 1969 — Patton Oswalt, comediante e ator americano.
- 1970 — Carlos Xavier de Bourbon-Parma.
- 1972 — Bibi Gaytán, cantora e atriz mexicana.
- 1973
  - Cassiane, cantora brasileira.
  - Pablo Paz, ex-futebolista argentino.
  - Edith Márquez, cantora e compositora mexicana.
  - Valentin Belkevich, futebolista e treinador bielorrusso (m. 2014).
- 1974
  - Ole Einar Bjørndalen, esquiador e biatleta norueguês.
  - Andrei Pavel, ex-tenista e treinador romeno.
- 1975 — Aloísio Chulapa, futebolista brasileiro.
- 1976
  - Danielle George, professora americana.
  - Ahn Jung-hwan, futebolista sul-coreano.
  - Dedimar, futebolista brasileiro.
- 1978 — Duda Pamplona, automobilista brasileiro.
- 1979
  - Daniel Vettori, treinador e jogador de críquete neozelandês.
  - Rosamund Pike, atriz britânica.
- 1980
  - Marat Safin, ex-tenista e político russo.
  - Michelle Loreto, jornalista brasileira.
- 1981 — Alicia Molik, jogador de tênis e locutora de esportes australiana.
- 1982 — Pablo Migliore, futebolista argentino.
- 1985
  - Eric Radford, patinador artístico canadense.
  - Rúben Amorim, futebolista português.
- 1986 — Fabián Orellana, futebolista chileno.
- 1987
  - Katy Rose, cantora, compositora e produtora americana.
  - Andrea Consigli, futebolista italiano.
  - Lupe Fuentes, atriz espanhola.
  - Anton Shunin, futebolista russo.
- 1988 — Kerlon, futebolista brasileiro.
- 1989
  - Alberto Botía, futebolista espanhol.
  - Fabio Grangeon, ator francês-taiwanês.
  - Ricky van Wolfswinkel, futebolista neerlandês.
- 1995 — Harrison Reed, futebolista britânico.
- 1998 — Miguel Heidemann, desportista alemão.
- 1999 — Carolina Stramare, modelo italiana.
- 2000
  - Aurélien Tchouaméni, futebolista francês.
  - Morgan Gibbs-White, futebolista britânico.

### Século XXI
- 2002 — Leandro Riedi, tenista suíço.
- 2003 — Floriani Mussolini, futebolista italiano.
- 2014 — Like Nastya, Youtuber russa.

## Mortes

### Anteriores ao século XIX
- 0098 — Nerva, imperador romano (n. 35).
- 0457 — Marciano, imperador bizantino (n. 392).
- 0672 — Papa Vitaliano (n. ?).
- 0847 — Papa Sérgio II (n. 790).
- 1142 — Yue Fei, líder militar chinês ocidental (n. 1103).
- 1490 — Ashikaga Yoshimasa, xogum japonês (n. 1435).
- 1540 — Angela Merici, educadora e santa italiana (n. 1474).
- 1592 — Gian Paolo Lomazzo, pintor italiano (n. 1538).
- 1596 — Francis Drake, capitão e explorador inglês (n. 1540).
- 1651 — Abraham Bloemaert, pintor e ilustrador neerlandês (n. 1566).
- 1690 — Ana Leonor de Stolberg-Wernigerode, princesa de Anhalt-Köthen (n. 1651).
- 1720 — Maria Leonor de Hesse-Rotemburgo, condessa palatina de Sulzbach (n. 1675).
- 1731 — Bartolomeo Cristofori, fabricante de instrumentos italiano (n. 1655).
- 1740 — Luís IV Henrique de Bourbon-Condé (n. 1692).
- 1782 — Leopoldina Maria de Anhalt-Dessau, nobre alemã (n. 1716).

### Século XIX
- 1814 — Johann Gottlieb Fichte, filósofo e acadêmico alemão (n. 1762).
- 1824 — Margaret Caroline Leveson-Gower, Condessa de Carlisle (n. 1753).
- 1839 — Charles Paget, político britânico (n. 1778).
- 1851 — John James Audubon, ornitólogo e pintor franco-americano (n. 1789).
- 1860 — János Bolyai, matemático e acadêmico romeno-húngaro (n. 1802).
- 1885 — Andreas Bruce, escritor sueco (n. 1808).

### Século XX
- 1901 — Giuseppe Verdi, compositor de óperas italiano (n. 1813).
- 1919 — Endre Ady, poeta e jornalista húngaro (n. 1877).
- 1922
  - Giovanni Verga, escritor italiano (n. 1840).
  - Nellie Bly, jornalista e escritora estadunidense (n. 1864).
- 1927 — Jorge Matulaitis, bispo lituano (n. 1871).
- 1940 — Isaac Babel, contista, jornalista e dramaturgo russo (n. 1894).
- 1944 — Alfredo Ferreira Lage, fotógrafo e jornalista brasileiro (n. 1865).
- 1947 — Paul Percy Harris, advogado estadunidense (n. 1868).
- 1951 — Carl Gustaf Emil Mannerheim, marechal e político finlandês (n. 1867).
- 1956 — Erich Kleiber, maestro e diretor austríaco (n. 1890).
- 1960 — Osvaldo Aranha, político e diplomata brasileiro (n. 1894).
- 1963 — John Farrow, diretor, produtor e roteirista áustralo-americano (n. 1904).
- 1964 — Norman Z. McLeod, diretor, roteirista e cartunista norte-americano (n. 1898).
- 1967 — Tripulação da Apollo 1
  - Edward White, coronel, engenheiro e astronauta estadunidense (n. 1930).
  - Roger Chaffee, aviador, engenheiro e astronauta estadunidense (n. 1935).
  - Gus Grissom, aviador e astronauta estadunidense (n. 1926).
- 1971 — Jacobo Arbenz Guzmán, capitão e político guatemalteco (n. 1913).
- 1972 — Mahalia Jackson, cantora americana (n. 1911).
- 1974 — Georgios Grivas, general cipriota (n. 1898).
- 1979 — Victoria Ocampo, escritora argentina (n. 1890).
- 1983 — Louis de Funès, ator e roteirista francês (n. 1914).
- 1987 — Norman McLaren, animador e diretor britano-canadense (n. 1914).
- 1989 — Thomas Sopwith, aviador e jogador de hóquei no gelo britânico (n. 1888).
- 1990
  - Adriana de Oliveira, modelo brasileira (n. 1969).
  - Helen Jerome Eddy, atriz americana (n. 1897).
- 1993 — André the Giant, lutador e ator francês (n. 1946).
- 1994 — Claude Akins, ator americano (n. 1918).
- 2000
  - Friedrich Gulda, pianista e compositor austríaco (n. 1930).
  - Matateu, futebolista português (n. 1927).

### Século XXI
- 2001
  - Maria José da Bélgica (n. 1906).
  - Fausto Rocha Jr., ator brasileiro (n. 1943).
- 2003 — Henryk Jabłoński, historiador e político polonês (n. 1909).
- 2004 — Jack Paar, escritor e apresentador de talk show americano (n. 1918).
- 2006
  - Nivaldo Machado, político brasileiro (n. 1921).
  - Orlando da Costa, escritor português (n. 1929).
  - Johannes Rau, jornalista e político alemão (n. 1931).
- 2007
  - Claudio Guillén, acadêmico e escritor espanhol (n. 1924).
  - Tige Andrews, ator norte-americano (n. 1920).
  - Wanda Kosmo, escritora, atriz e diretora brasileira (n. 1930).
  - Marcheline Bertrand, atriz norte-americana (n. 1950).
  - Yang Chuan-Kwang, decatleta taiwanês (n. 1933).
- 2008 — Suharto, general e político indonésio (n. 1921).
- 2009
  - John Updike, escritor e crítico literário estadunidense (n. 1932).
  - Ramaswamy Venkataraman, advogado e político indiano (n. 1910).
- 2010
  - Howard Zinn, historiador, cientista político e dramaturgo estadunidense (n. 1922).
  - J. D. Salinger, escritor estado-unidense (n. 1919).
  - Zelda Rubinstein, atriz norte-americana (n. 1933).
- 2011 — Charlie Callas, comediante e músico americano (n. 1927).
- 2013 — Stanley Karnow, jornalista e historiador americano (n. 1925).
- 2014 — Pete Seeger, cantor, compositor, guitarrista e ativista estadunidense (n. 1919).
- 2015 — Charles Hard Townes, físico e acadêmico norte-americano (n. 1915).
- 2017
  - Emmanuelle Riva, atriz francesa (n. 1927).
  - Arthur Rosenfeld, físico americano (n. 1926).
- 2018
  - Mort Walker, cartunista americano (n. 1923).
  - Ingvar Kamprad, empresário sueco (n. 1926).
- 2020 — Allen Brown, jogador de futebol americano estadunidense (n. 1943).
- 2021
  - Cloris Leachman, atriz e comediante americana (n. 1926).
  - Johnnie Baima, artista, drag queen, atriz e modelo americana (n. 1960).
  - Ygona Moura, influenciadora digital, blogueira e youtuber brasileira (n. 1997).
- 2023 — Sylvia Syms, atriz inglesa (n. 1934).

## Feriados e eventos cíclicos

### Internacional
- Dia Internacional da Lembrança do Holocausto

### Brasil
- Dia do Orador

#### Municipais
- Aniversário do município de Pedro Leopoldo, MG

### Cristianismo
- Angela Merici
- Jorge Matulaitis
- Papa Vitaliano
- Sava da Sérvia

## Outros calendários
- No calendário romano era o 6.º dia (VI) antes das calendas de fevereiro.
- No calendário litúrgico tem a letra dominical F para o dia da semana.
- No calendário gregoriano a epacta do dia é iv.